# Ногуті Соїті
Соїчі Ногучі (野口 聡一 Ногуті Соїті народився 1965) — японський авіаінженер і астронавт JAXA.

## Біографія
Соїчі Ногучі народився 15 квітня 1965 року в Йокогамі. В Університеті Токіо отримав ступінь бакалавра (1989 рік) і магістра (1991 рік) з авіаційної техніки. Потім він працював у групі аеродинаміки відділу досліджень і розробки компанії Ishikawajima-Harima Heavy Industries, де робив аеродинамічний розрахунок для комерційних двигунів.

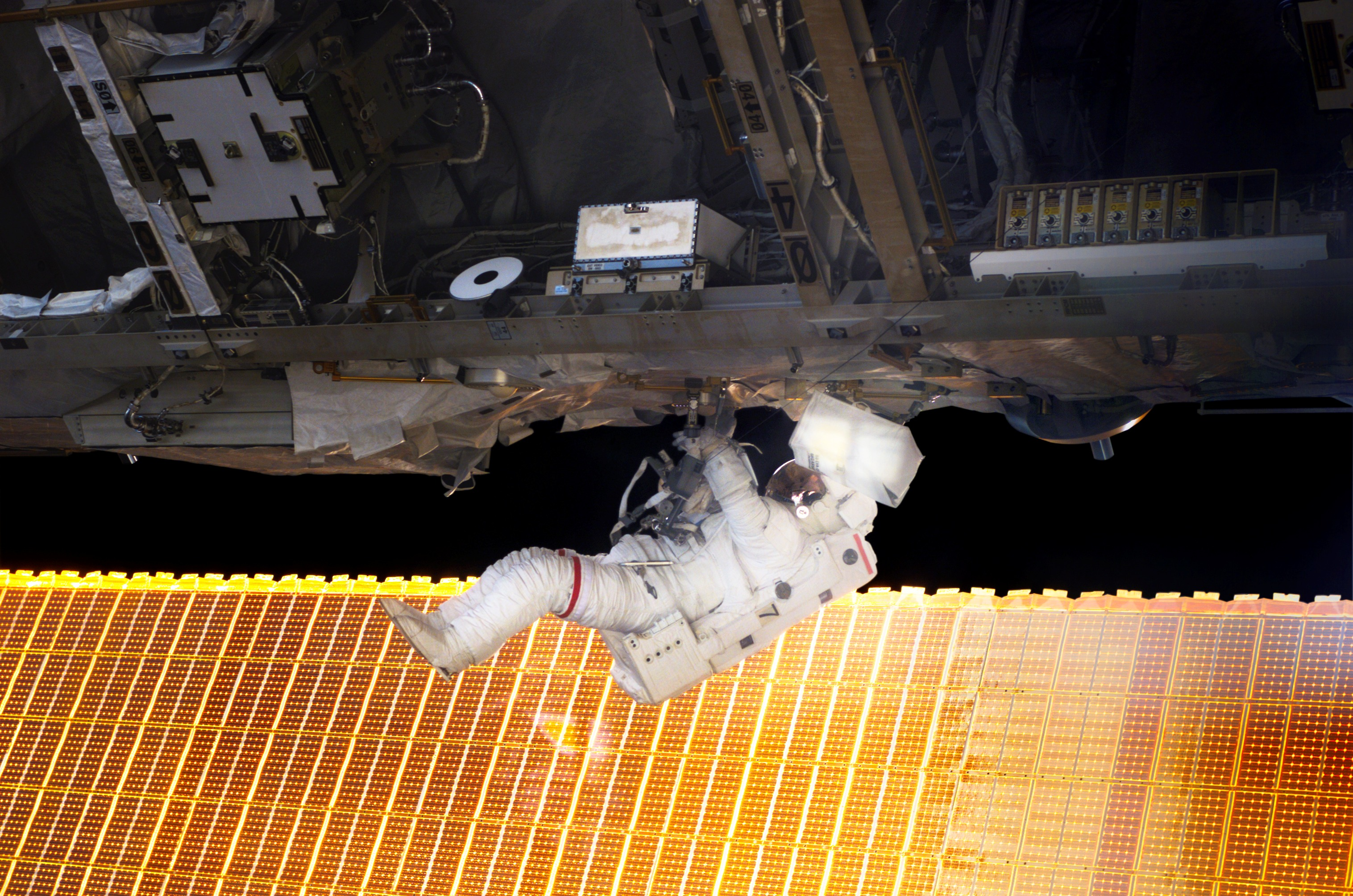
Соїчі Ногучі під час свого першого виходу у відкритий космос

В травні 1996 року він був зарахований до 16-го загону астронавтів НАСА.
Соїчі Ногучі мав вирушити в перший політ в березні 2003 року на шаттлі «Атлантіс» за програмою STS-114, проте через катастрофу космічного човника «Колумбія» екіпажі було переформовано. Таким чином, вперше Соїчі Ногучі полетів у космос 26 липня 2005 року разом з екіпажем човника «Діскавері» за програмою з тим же номером STS-114, що отримав назву «Повернення до польотів». Під час польоту він здійснив три виходи у відкритий космос для здійснення планового ремонту станції. Цей політ продовжувався до 9 серпня 2005 року.
Вдруге до МКС він вирушив 21 грудня 2009 року як бортінженер корабля «Союз ТМА-17». Він пробув на борту станції в складі довготермінових екіпажів МКС-22 та МКС-23. 2 червня 2010 року Соїчі Ногучі повернувся на Землю на кораблі «Союз ТМА-17». Тривалість польоту склала 163 доби 5 годин 32 хвилини і 45 секунд.

## Нагороди
- Медаль «За заслуги в освоєнні космосу» (12 квітня 2011 року) — за великий внесок у розвиток міжнародної співпраці в області пілотованої космонавтики[2].